# Tamara Feldman
Amara Zaragoza (Wichita, 5 de dezembro de 1980), conhecida por seu nome artístico Tamara Feldman, é uma atriz norte-americana.

## Carreira
Ela é conhecida por interpretar Marybeth Dunston no filme de terror Hatchet (2006), bem como por seus papéis nas séries de televisão Smallville (2002), Supernatural (2006), Dirty Sexy Money (2007–2009), Gossip Girl (2008–2012) e The Mob Doctor (2012–2013).
Feldman foi substituída por Danielle Harris como Marybeth Dunston nos filmes Hatchet II (2010), Hatchet III (2013) e Victor Crowley (2017).

## Vida pessoal
Em 2015, Feldman foi diagnosticada com esclerose múltipla. Ela resolveu caminhar a cavalo pelos Estados Unidos em prol da campanha beneficente Race to Erase MS, dedicada ao tratamento e pesquisa da cura da doença. A atriz documentou esse momento em seu website And So I Ride. Depois de quatro meses em sua jornada, ela teve de desistir devido à fadiga e problemas de saúde. A irmã de Feldman também tem esclerose múltipla.
Feldman namorou por algum tempo o ator Bruce Willis, depois que eles se encontraram nas gravações do filme Perfect Stranger.

## Filmografia

### Cinema
| Ano  | Título                                    | Papel             | Notas          |
| ---- | ----------------------------------------- | ----------------- | -------------- |
| 2004 | Geldersma                                 | Norah Sobel       | Curta-metragem |
| 2006 | Hatchet                                   | Marybeth Dunston  |                |
| 2007 | Perfect Stranger                          | Bethany           |                |
| 2008 | Harold & Kumar Escape from Guantanamo Bay | Chloe             |                |
| 2008 | Something's Wrong in Kansas               | Sabrina           |                |
| 2008 | Rez Bomb                                  | Harmony           |                |
| 2008 | The Nature of Space & Time                | Angela Davies     | Curta-metragem |
| 2009 | Echelon Conspiracy                        | Kamila            |                |
| 2011 | Alyce Kills                               | Carroll           |                |
| 2012 | Bloodwork                                 | Linnea            |                |
| 2013 | Walk the Light                            | Julia             | Curta-metragem |
| 2013 | Resurrection Slope                        |                   | Curta-metragem |
| 2014 | A Woman Called Job                        | Job               |                |
| 2015 | The Last Kill                             | Beth              | Curta-metragem |
| 2016 | Ovid and the Art of Love                  | Julia the Younger | Pós-produção   |

### Televisão
| Ano       | Título                             | Papel                           | Notas                                                   |
| --------- | ---------------------------------- | ------------------------------- | ------------------------------------------------------- |
| 2002      | Smallville                         | Kyla Willowbrook                | Episódio: "Skinwalker"                                  |
| 2004      | Like Family                        | Anna Sinclair                   | Episódio: "Romancing the Home"                          |
| 2004      | Jake 2.0                           | Vanessa Cardounel               | Episódio: "Blackout"                                    |
| 2005      | Romy and Michele: In the Beginning | Snotty Girl #2                  | Filme de TV                                             |
| 2005      | Boston Legal                       | Cassie                          | Episódios: "Men to Boys", "Witches of Mass Destruction" |
| 2006      | Monk                               | Kendra Frank                    | Episódio: "Mr. Monk Goes to a Rock Concert"             |
| 2006      | Supernatural                       | Angela Mason                    | Episódio: "Children Shouldn't Play with Dead Things"    |
| 2007–2009 | Dirty Sexy Money                   | Natalie Kimpton                 | Papel recorrente                                        |
| 2008–2012 | Gossip Girl                        | Poppy Lifton                    | Papel recorrente                                        |
| 2009      | CSI: NY                            | Carolyn Williams / Kathy / Lisa | Episódio: "She's Not There"                             |
| 2009      | Life                               | Sasha                           | Episódio: "I Heart Mom"                                 |
| 2009      | Royal Pains                        | April                           | Eposódios: "Pilot", "Strategic Planning"                |
| 2009      | One Tree Hill                      | Courtney Smith                  | Episódio: "Your Cheatin' Heart"                         |
| 2012      | Drop Dead Diva                     | Fiona Crupp                     | Episódio: "Lady Parts"                                  |
| 2012–2013 | The Mob Doctor                     | Amanda King                     | Episódios: "Fluid Dynamics", "Resurrection"             |
| 2013      | Switched at Birth                  | Carrie Raisler                  | Episódios: "As the Shadows Deepen"                      |
| 2014      | CSI: Crime Scene Investigation     | Amanda Holland                  | Episódio: "Angle of Attack"                             |